# Daniel Richter
Daniel deB. Richter, Jr. (ur. 14 sierpnia 1951 w Trypolisie) – amerykański naukowiec libijskiego pochodzenia, od 1987 jest profesorem gleboznawstwa i ekologii na Uniwersytecie Duke’a w USA.
Richter od 1988 przewodniczy badaniom nad rozwojem gleby i jej transformacji pod wpływem ludzkiej działalności, znanym jako Long-Term Calhoun Soil-Ecosystem Experiment (LTSE). Eksperyment przeprowadzony we współpracy z Departamentem Rolnictwa Stanów Zjednoczonych stał się wzorem dla długoterminowych badań nad glebą i ekosystemem. Wydana w 2001 nakładem Cambridge University Press książka „Understanding Soil Change” stanowi syntezę badań nad glebą wschodniego Piedmontu od czasów, obecnego tam do końca XVIII wieku, lasu pierwotnego, przez okres uprawy bawełny, aż po czasy lasów sosnowych.
W swoich pracach Daniel Richter propaguje idee gleby jako biogeochemicznego systemu wietrzącego skorupy ziemskiej.
Jest aktywnym członkiem International Commission on Stratigraphy’s Working Group on the Anthropocene – grupy zajmującej się badaniami nad Antropocenem. W 2016 czasopismo Science opublikowało pracę współtworzoną przez Richtera, w której udowodniono stratygraficzną różnicę między Holocenem a Antropocenem. Była to druga publikacja naukowca na łamach magazynu.